# Globoščica s pritoki
Globoščica s pritoki este o arie protejată (arie specială de conservare — SAC, sit de importanță comunitară — SCI) din Slovenia întinsă pe o suprafață de 9,36 ha, integral pe uscat.

## Localizare
Centrul sitului Globoščica s pritoki este situat la coordonatele 45°58′56″N 15°06′33″E / 45.9823°N 15.1093°E.

## Înființare
Situl Globoščica s pritoki a fost declarat sit de importanță comunitară în aprilie 2013 pentru a proteja 1 specie de animale. Situl a fost protejat și ca arie specială de conservare în aprilie 2015.

## Biodiversitate
Situată în ecoregiunea continentală, aria protejată nu include niciun habitat protejat.
La baza desemnării sitului se află o specie protejată de  nevertebrate: Austropotamobius torrentium.